# Liparetrus carpentariae
Liparetrus carpentariae är en skalbaggsart som beskrevs av Britton 1980. Liparetrus carpentariae ingår i släktet Liparetrus och familjen Melolonthidae. Inga underarter finns listade i Catalogue of Life.